# Андрес Ларка
Андрес Ларка (ест. Andres Larka, 5 березня 1879, с. Піліствере, волость Кио, повіт Вільяндімаа, Естонія — 8 січня 1942, м. Малмиж, Росія) — естонський військовий та політичний діяч, військовий міністр Естонії, начальник генерального штабу Естонської армії під час війни за незалежність.

## Життєпис
Народився 5 березня 1879 року в селі Піліствере (тепер волость Пиг'я-Сакала повіту Вільяндімаа).
Початкову освіту здобув у сільській школі, згодом навчався в гімназії та Псковському кадетському корпусі. 1902 року закінчив Віленське військове училище, а в 1912 році — Миколаївську академію Генерального штабу.

### В Російській армії

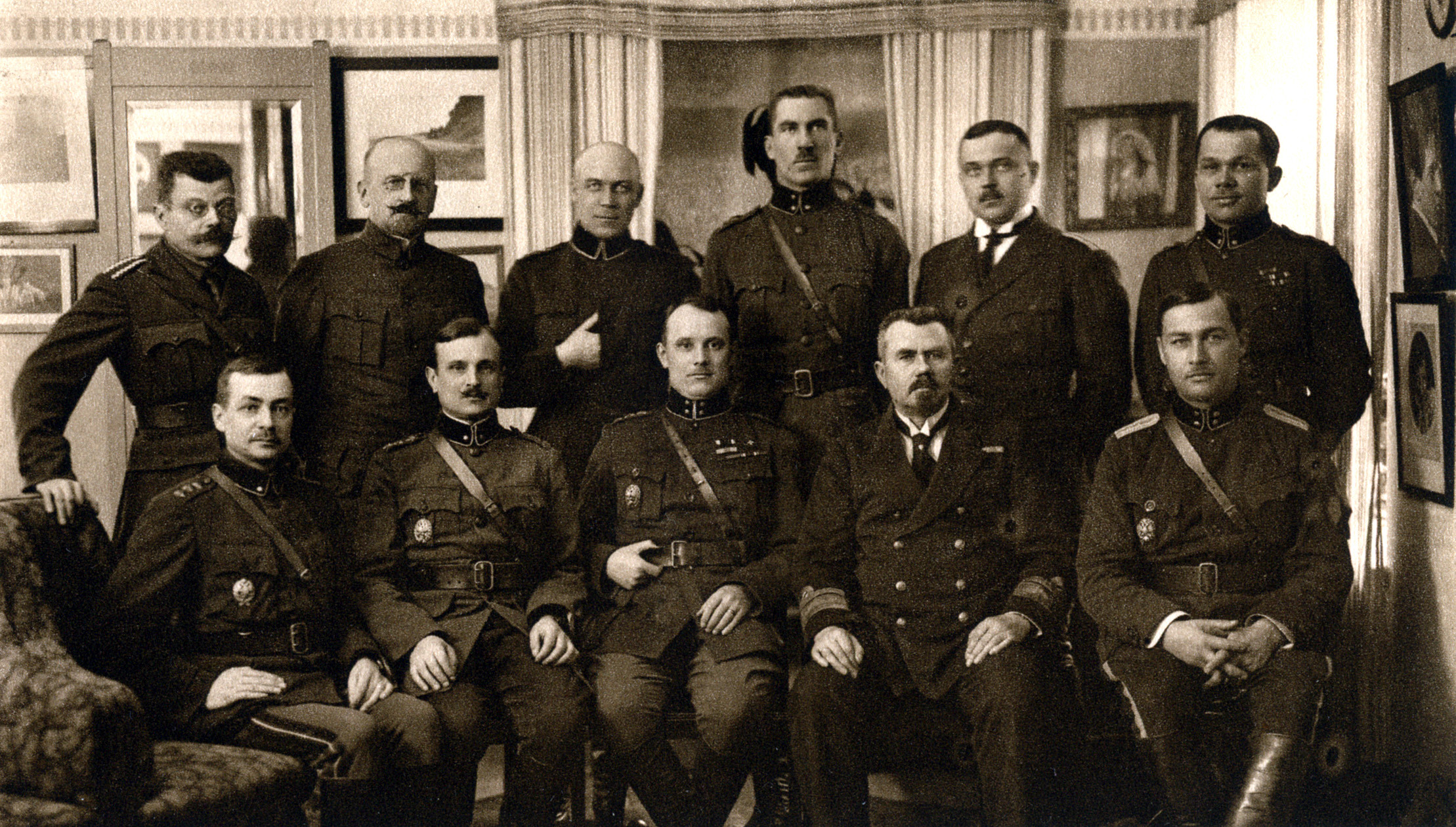
Головне командування естонської армії в 1920 році, зліва вгорі: генерал-майор Ернест Пиддер, доктор Артур Лоссманн, генерал-майор Олександр Тиніссон, полковник Карл Партс, полковник Віктор Пускар, полковник Яан Рінк. Зліва внизу: генерал-майор Андрес Ларка, генерал-майор Яан Соотс, головнокомандувач генерал-лейтенант Йохан Лайдонер, адмірал Йоган Пітка та полковник Рудольф Рейман

У російській армії служив у 113-му Староруському піхотному полку. Учасник російсько-японської війни у складі 117-го Ярославського піхотного полку, після якої знову повернувся в Староруський полк.
Після закінчення Академії Генштабу служив у Віленському військовому окрузі. Учасник Першої світової війни, воював у Східній Прусії і Польщі, потім на Румунському фронті. Служив у штабі 5-го Сибірського корпусу, був начальником штабу 159-ї стрілецької дивізії.

### Військовий міністр Естонії
З 1918 року служив в Естонській армії, сформував і очолив артилерійську бригаду в Хаапсалу. З лютого 1918 року — військовий міністр Тимчасового уряду Естонії, один із засновників Естонської армії.
Активно брав участь у створенні воєнізованої організації «Кайтселійт». Його діяльність викликала невдоволення німецької окупаційної влади і у вересні 1918 року був змушений виїхати до Фінляндії. У жовтні 1918 року пропагував ідею незалежності Естонії у Стокгольмі та Копенгагені.
У листопаді 1918 року повернувся до Естонії. З листопада по грудень 1918 року обіймає посаду військового міністра і начальника Генерального штабу Естонської армії.
З 1 лютого 1919 до 1 січня 1925 року — заступник військового міністра. Нагороджений Хрестом Свободи першого розряду першого ступеня.
Захворівши на туберкульоз, пішов у відставку і виїхав до Швейцарії. Після успішного лікування повернувся до Естонії.

### Політична кар'єра

Андрес Ларка (по центру) та Артур Сірк (ліворуч) серед своїх прихильників

Генерал Андрес Ларка виступає на мітингу вапсів (ліворуч Артур Сірк)

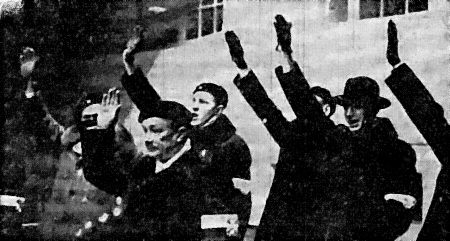
Виступ генерала Андреса Ларки в 1933.

З 1928 року брав участь у політичній діяльності. У 1930 році обраний головою правління Естонського союзу учасників Визвольної війни (Союзу вапсів), який з ветеранської організації трансформувався в націоналістичну політсилу, яка здобула значну популярність у суспільстві шляхом критики політичної верхівки.
У 1933 році союз був розпущений, але незабаром сформувалась організація-наступник «Рух учасників Визвольної війни», яка зберегла і нарощувала політичний вплив. У жовтні 1933 року проєкт Конституції Естонії, запропонований вапсами, був схвалений на референдумі (раніше два проекти, висунуті традиційними політичними силами, були відхилені на референдумах).
Реальним лідером вапсів був адвокат Артур Сірк, а фігура Адреса Ларка надавала руху солідність. У 1934 році балотувався на пост державного старійшини (глави держави) Естонії разом з Костянтином Пятсом, Йоханом Лайдонером і Аугустом Реєм.
Однак вибори не відбулися через державний переворот, організований Пятсом і Лайдонером, щоб не допустити обрання Андреса Ларка, який вважався фаворитом виборчої кампанії. Союз вапсів був заборонений, а Ларка двічі перебував у в'язниці — у 1934—1935 роках (арештований відразу ж після перевороту разом з 400 учасниками руху вапсів) і в 1935—1937 роках (за звинуваченням в антиурядовій змові). Після звільнення з в'язниці в 1937 році відійшов від політичної діяльності.

### Загибель
23 липня 1940 року заарештований органами НКВС. У червні 1941 року засуджений до восьми років позбавлення волі. Помер в ув'язненні 8 січня 1942 року в місті Малмиж Кіровської області Росії.